# Максименко, Виталий
Вита́лий Максиме́нко (латыш. Vitālijs Maksimenko; 8 декабря 1990, Рига) — латвийский футболист, защитник. Выступал за национальную сборную Латвии.

## Карьера
Воспитанник рижской «Даугавы 90», в 2008 году Виталий Максименко в составе «Даугавы» выиграл Первую лигу Латвии. В межсезонье он побывал на просмотрах в московских клубах «Локомотив» и ЦСКА.
В 2009 году Виталий Максименко вместе с «Даугавой» дебютировал в Высшей лиге Латвии, но уже летом того же года московский ЦСКА арендовал его до конца сезона, за который он играл остаток сезона в дублирующем составе.
В начале 2010 года Виталий Максименко начал тренироваться в составе рижского клуба «Сконто», а 15 марта клуб официально подписал с ним контракт.
В конце 2012 года Виталий Максименко отправился на просмотр в английский клуб «Брайтон энд Хоув Альбион», где произвёл хорошее впечатление на местных тренеров. И несмотря на пристальный интерес со стороны других клубов Чемпионшипа и Премьер-лиги, 4 января 2013 года Виталий Максименко подписал контракт с «Брайтон энд Хоув Альбион» сроком на 2,5 года.

## Достижения
- Чемпион Латвии: 2010
- Серебряный призёр чемпионата Латвии: 2012
- Обладатель Кубка Латвии: 2012
- Победитель Балтийской лиги: 2011